# دوبروفو (منطقة فولوغودسكي، مقاطعة فولوغدا)
دوبروفو (بالروسية: Дуброво)‏ هي منطقة ريفية ( قرية) في مستوطنة كوبنسكوي الريفية في منطقة فولوغودسكي، مقاطعة فولوغدا في روسيا. كان عدد السكان 6 اعتبارًا من عام 2002 